# Économie (linguistique)
Pour les articles homonymes, voir Économie.
Le principe d'économie, également connu sous le nom d'économie linguistique, est, en linguistique, une explication fonctionnelle de la forme linguistique suggérant que l’organisation de la phonologie, de la morphologie, du lexique et de la syntaxe repose fondamentalement sur un compromis entre simplicité et clarté, deux qualités souhaitables mais dans une certaine mesure incompatibles. Plus une langue possède de traits distinctifs, comme des phonèmes ou des marqueurs fonctionnels, plus elle favorisera la facilité d'écoute. Cette facilité d'écoute s'obtient cependant aux dépens de l’orateur, qui doit fournir un effort plus important pour transmettre un message. Une solution économique offre une bonne valeur communicative sans coûts excessifs en temps et en énergie.
Le mot « économie » dérive du grec oikòs (« maison ») et nomòs (de némein, « livrer »). La notion de bonne gestion du ménage est transférée métaphoriquement du niveau social au niveau linguistique où elle représente une force maintenant l'équilibre systémique. Le même principe – un compromis entre gain et coût – s’applique également aux systèmes biologiques. Cependant, la linguistique fonctionnelle ne se considère pas comme faisant partie de la biologie évolutive, mais comme appartenant à la théorie des systèmes, et comme étant régie par la logique du compromis. En linguistique, le principe d'économie suggère que le changement linguistique ne peut pas rendre les langues excessivement difficiles à produire ou à traiter, prédisant que les changements constants qui sont naturels à la langue, bien qu'ils semblent avoir un effet détériorant, ne rendent finalement pas les langues moins adaptées à l'intercommunication.

## Définitions
Le concept standard d'économie linguistique, soit sa « définition classique », a été publié par André Martinet dans son Économie des changements phonétiques (1955). Martinet a étudié les manifestations de l'économie en phonologie et en syntaxe et l'a définie comme étant l'équilibre instable entre les besoins de communication, qui sont toujours changeants, et l'inertie humaine naturelle, deux forces essentielles contribuant à l'optimisation du système linguistique.
Les définitions précédentes incluaient le principe du moindre effort tel que discuté par Joseph Vendryes (1939) et George Kingsley Zipf (1949). Henry Sweet (1888) a été le premier à reconnaître deux principes contradictoires de « l’économie ». En revanche, William Dwight Whitney (1875) avait déjà discuté de l’économie linguistique avant lui, mais seulement en relation avec le seul principe de parcimonie. Georg von der Gabelentz (1901) n'a pas utilisé le terme mais a identifié deux desiderata contradictoires en grammaire : le confort du locuteur et la clarté, qui favorise elle le destinataire. D'autres termes pour l'économie incluent les motivations concurrentes, le principe homéostatique, et le principe mécanique (William Labov). Un autre concept similaire est celui de la correspondance forme-fréquence de Martin Haspelmath, qui soutient que les formes les plus fréquentes ne sont pas marquées (en) et donc plus courtes que les formes moins fréquentes, qui sont marquées et plus longues. Ces prémisses créent « un équilibre entre parcimonie et clarté », favorisant l’efficacité de la communication en termes de production et de traitement.

### Autres usages
Le mot « économie » a été utilisé de différentes manières en linguistique et fait parfois uniquement référence à la parcimonie (ou à la parcimonie notationnelle, par exemple, chez Louis Hjelmslev). L'efficacité grammaticale (John A. Hawkins (en)) est un autre concept à principe unique relatif au traitement des phrases ; et l'économie en grammaire générative fait référence simultanément à la parcimonie notationnelle et au traitement syntaxique. Dans les motivations concurrentes de John Haiman (en) en matière d'économie et d'iconicité, l'économie seule est le seul principe de parcimonie et est donc distincte de l'économie de Martinet.

## Preuves empiriques
Une revue des études menées en diachronique et en sociolinguistique a révélé que, si le changement linguistique se résume souvent à la suppression de terminaisons de mots — qui contiennent souvent des éléments grammaticaux —, une désambiguïsation des niveaux linguistiques se produit également. Bien que critique à l’égard du fonctionnalisme, Labov considérait ces deux forces opposées comme indispensables pour expliquer la préservation du sens malgré le changement linguistique. Il détermine trois types de préservation du sens :
- L'évitement de l’homonymie au niveau lexico-phonologique.
- Une tendance à accroître la transparence de la dérivation ; et,
- Une régularisation des paradigmes au niveau morphosyntaxique.

Cependant, Labov souligne que la préservation du sens n'implique pas nécessairement des changements linguistiques en cascade (comme c'était le cas dans la grand changement vocalique, par exemple) et que la dégradation fonctionnelle est courante dans le changement linguistique. Une grande partie de la désambiguïsation se produit indirectement, en réaction à un changement déjà survenu qui a auparavant accru la situation d'ambiguïté. Les enfants, lorsqu’ils apprennent leur langue, effectuent une réanalyse de celle-ci en fonction de leurs expériences d’incompréhension et sont enclins à rejeter l’ancienne forme homonyme de la nouvelle. Selon le linguiste historique Anthony Kroch,
« Si la progression d'un changement antérieur, comme la perte du marquage des déclinaisons, conduit à une plus grande tendance à ce que l'ancienne forme soit mal comprise, alors il y aura un glissement progressif, génération après génération, vers la nouvelle forme. »

## Critiques
Dans le contexte d’un débat de longue date entre descriptivisme et prescriptivisme, beaucoup de scepticisme a été exprimé à l’égard des arguments logiques et fonctionnels, accusés de suivre des logiques prescriptivistes (« pour éviter l’ambiguïté, l’incompréhension, la redondance, etc. »). Le problème, selon les sociolinguistes James Milroy (en) et Lesley Milroy (en), est que les non-linguistes qui participent à la construction sociale de la norme linguistique ne sont pas suffisamment informés des aspects discriminatoires de la normalisation basée sur des critères prétendument objectifs. L’évaluation de ce qui est acceptable en matière de langage devrait donc être laissée aux professionnels, qui utilisent des critères fondés sur la recherche. Il est largement admis parmi les linguistes universitaires que la linguistique descriptive est l’entreprise scientifique qui guide les autorités éducatives vers les politiques appropriées, ce qui conduit à une plus grande égalité sociale.
En linguistique théorique, Labov critique l’idée selon laquelle le changement fonctionnel est basé sur le désir de la communauté linguistique d’améliorer sa langue. Il propose donc de renommer la force de maintien du sens en principe « mécanique », reflétant la nature subconsciente du changement de langage.
William Croft soutient que le concept même de fonctionnalité du système linguistique, y compris l’économie, est erroné, car le langage est une fonction autonome de l’esprit et est donc pour ainsi dire « immunisée » contre les facteurs externes de communication. Selon Croft, la durée du changement linguistique est plus longue que la vie d’un individu, dont il ne peut donc pas être responsable. Contrairement à Labov, Croft propose de conserver le terme d'explication fonctionnelle mais de le redéfinir comme un argument contre l'idée selon laquelle « la forme suit la fonction ».